# 萨拉切诺镇
萨拉切诺镇（義大利語：Mercato Saraceno），是意大利费利-切塞纳省的一个市镇。总面积99.75平方公里，人口7002人，人口密度70.2人/平方公里（2009年）。ISTAT代码为040020。